# Ptychocoleus abnormis
Ptychocoleus abnormis là một loài Rêu trong họ Lejeuneaceae. Loài này được (Gottsche) Stephani miêu tả khoa học đầu tiên năm 1912.